# Apple II Plus
Apple II Plus var den anden model i Apple II-serien af personlige computere produceret af Apple Computer, Inc. (nu Apple Inc.).

## Funktioner
Apple II+ havde i alt 48 kB RAM der kunne udvides op til 64 kB ved hjælp af et såkaldt ”sprogkort”, et udvidelsekort der kunne installeres i computerens sokkel 0. Maskinens 6502 microprocessor understøttede maksimalt 64 kB hukommelse, og en maskine med 48 kB RAM nåede denne grænse fordi der var indbygget yderligere 16 kB ROM (read-only memory) og I/O-adresser. Af denne grund blev den ektra RAM i sprogkortet bank-switched over maskinens indbyggede ROM, således at kode indlæst i den ekstra hukommelse kunne bruges som var det faktisk i ROM. Brugere kunne derfor indlæse Integer BASIC ind på sprogkortet fra disk, og skifte mellem Integer og den indbyggede Applesoft dialekt af BASIC ved hjælp af DOS 3.3s INT og FP kommandoer ligesom hvis de havde det standard ROM udvidelseskort. Sprogkortet var også krævet for at kunne bruge LOGO, USCD Pascal og FORTRAN 77 compilere. Apples Pascal og FORTRAN kørte under et ikke-DOS styresystem USCD P-systemet, som havde sit eget diskformat og inkluderede en ”virtuel maskine” der tillod det at køre på mange forskellige former for hardware.
Apple II Plus inkluderede Applesoft BASIC programmeringssproget i ROM. Denne Microsoft-forfattede dialekt af BASIC, som tidligere kunne fås som en opgradering, understøttede floating-point aritmetik (dog kørte det ved en mærkbar lavere hastighed end Steve Wozniaks Integer Basic) og blev den normale BASIC-dialekt på Apple-maskinen.
Ligesom Apple II, kunne Apple II Plus ikke skrive små bogstaver. All bogstavtasterne på tastaturet skrev udelukkende store bogstaver, og der var ingen små bogstaver i text-modus fonten gemt i computerens ROM (bemærk den manglende caps lock tast på tastaturet). For at vise små bogstaver, kørte nogle programmer i den langsommere højopløsningsgrafik og brugte en speciallavet font, i stedet for at køre i den hurtige tekst-modus og bruge fonten i ROM. Andre programmer brugte inverteret tekst til at repræsentere tekst der ville være små bogstaver når den blev udskrevet. Alternativt kunne brugere installere en speciel ROM chip der indeholdt små bogstaver i fonten, eller købe et af flere tredjeparts 80-kolonne kort der muliggjorde en tekst-modus der kunne vise 80 kolonner, og store og små bogstaver. Specielt var ”Videx Videoterm”-kortet og dets mange kloner populært. For at skrive små bogstaver, eftersom det ikke var muligt at se om tastaturets shift-taster blev brugt, krævedes en modificering der forbandt shift-tasterne med computerens joystick-port. Kompatible programmer, inklusive næsten all tekstbehandlingsprogrammer, kunne derefter se om shift-tasten var trykket ned. Modifikationen krævede dog tilføjelse af ledninger indeni maskinen, og var derfor kun populær blandt hobbyister. Af den grund kunne de fleste programmer der understøttede små bogstaver også bruge Escape-tasten som en erstatning for at skifte til små bogstaver hvis shift-tast modifikationen ikke var installeret. II+ havde et plastickabinet med messing net på indersiden af kabinettet. Dette net beskyttede maskinen mod skadende radiostøj. Velcro blev brugt til at holde kabinettets top på plads på computeren.
Yderligere, ligesom dens forgænger Apple II, havde II Plus en gentage tast bygget ind i dens tastatur. Denne tast var mærket med ”REPT” og var placeret til venstre for Enter-tasten. Gentage-tasten havde en hårdere fjeder end resten af tastaturet, hvilket gjorde det sværere at trykke den ned ved et uheld. II Plus var den sidste Apple computer der havde denne tast, da senere Apple-computere havde evnen til at holde en tast nede for en forsinket gentagelse af karakteren på skærmen.

### Apple II Europlus og J-Plus
Efter succesen med den første Apple II i USA, udvidede Apple deres marked til at inkludere Europa og Fjernøsten i 1978, med Apple II Europlus (Europa) og Apple II J-Plus (Japan). I disse modeller lavede Apple de nødvendige ændringer til hardware, software og firmware for at tilpasse maskinerne til standarderne udenfor USA. Strømforsyningen blev ændret til at kunne klare de lokale spændinger, og i den europæiske model blev videosignalet ændret fra farve-NTSC til monokromt PAL, fordi de simple tricks som Wozniak havde brugt til at generere et pseudo-NTSC signal med minimalt hardware ikke kunne bruges til det mere komplekse PAL-system.
I den japanske udgave af maskinen, blev tastaturet ændret for at gøre det muligt at foretage Katakana skrivning (fuld Kanji-understøttelse var klart udover evnerne for denne maskine), men i de fleste andre lande blev den internationale Apple-model solgt med et umodificeret amerikansk tastatur, derfor manglede de tyske modeller for eksempel umlaut. I det store hele var Apple II Europlus og J-Plus identiske med Apple II Plus. Produktionen af Europlus stoppede i 1983.

### Bell & Howell
Apple II Plus blev også solgt af Bell & Howell specifikt til uddannelsesmarkedet under speciel licens fra Apple. Den var identisk med den beige forbrugerversion som Apple solgte, bortset fra at den kom i et sort kabinet, som ikke ligeså nemt kunne åbnes, og en speciel A/V-pakke gjorde det muligt at sælge den som audiovisuelt udstyr. FCC ville ikke tillade at Apple solgte den umodificerede II Plus direkte til skoler, fordi den kunne bruges uden låg og derfor brugte Apple den velkendte A/V-distributør for at omgå denne regel. Bell & Howell pakkede enheden med ekstra ”fanny packs” some tilbød forskellige input og output til A/V-udstyr der nemt kunne bruges med II Plus, og derved yderligere understregede illusionen som et A/V-produkt. Dette var den eneste sorte computer Apple fremstillede indtil Macintosh TV i 1993.

### Militært brug
En TEMPEST godkendt version af Apple II Plus kaldet Microfix blev udviklet i 1980 af Georgia Tech Research Institute for den amerikanske hærs FORSCOM-kommando. Sat i felten i 1982, Microfix-systemet var det første taktiske system der brugte Laserdisk kort-teknologi til at give zoom og rulle fuktioner over kortbilleder, koblet med en punkt-database over indsamlet information som indsatsrækkefølge, flypladser, veje og broer.